# Малка винка
Вижте пояснителната страница за други значения на Зимзелен.
Малка винка, още дребен или малък зимзелен (Vinca minor) е вечнозелено, многогодишно почвопокривно тревисто растение от семейство Тойнови. Включено е в списъка на лечебните растения съгласно Закона за лечебните растения.